# Журавлёв, Валерий Иванович
Валерий Иванович Журавлёв (латыш. Valērijs Žuravļovs; 11 декабря 1938, Москва — 18 июля 2021, Елгава) — латвийский, ранее советский шахматист, международный мастер.

## Карьера шахматиста
В 1967 году выиграл чемпионат общества «Динамо» в Сочи и занял восьмое место в первенстве СССР в Харькове.
1970-е годы Журавлёв жил в Калининграде и на соревнованиях представлял Россию. В 1972 году он поделил первое место на чемпионате Вооруженных Сил (вместе с Семёном Фурманом) и на чемпионате Дружественных Армий (вместе с Янисом Клованом). В 1977 году Журавлёв победил на чемпионате России по шахматам в Волгограде (вместе с Львом Псахисом. В 1977 году Журавлёв участвовал в мемориале М.И.Чигорина в Сочи.
Играл в составе команд Латвии в Спартакиадах Народов СССР (1962, 1969), командном Кубке СССР (1990) на Всемирной шахматной олимпиаде (1994) и командном чемпионате Европы (1992).
Журавлёв трижды выигрывал чемпионат Латвии по шахматам: в 1980, 1992 и 1994 годах. Ещё несколько раз был вторым (1968, 1993) и третьим (1984 1988) на этом соревновании.
В последние годы жизни проживал недалеко от Резекне и продолжал участвовать в командных соревнованиях Латвии.
Старший брат — мастер ФИДЕ Н. И. Журавлёв.

## Изменения рейтинга
| Графики недоступны из-за технических проблем. См. информацию на Фабрикаторе и на mediawiki.org. |